# Marc Boegner
Marc Roger Boegner (21. února 1881 Épinal – 18. prosince 1970 Paříž) byl francouzský kalvinistický teolog a antifašistický esejista. 
Pocházel z Alsaska a jeho strýcové byli pastoři Alfred Boegner a Tommy Fallot. Studoval na Lycée Lakanal a chtěl se dát k námořnictvu, ale nebyl přijat pro slabý zrak. Získal právnický licenciát a pak vystudoval Fakultu protestantské teologie v Paříži. Byl vysvěcen roku 1905 a stal se pastorem v Aouste-sur-Sye v departementu Drôme. Za první světové války byl zdravotníkem, pak vedl farnost v Passy. Angažoval se ve Společnosti evangelických misií v Paříži a ve Světové studentské křesťanské federaci, populární se stala jeho rozhlasová kázání. V letech 1929 až 1961 vedl Francouzský protestantský svaz a roku 1938 stanul v čele nově vytvořené Francouzské reformované církve.
Za druhé světové války žil v Nîmes, byl poslancem vichistické Francie a získal Řád Francisque. Opakovaně intervenoval u Pierra Lavala a Philippa Pétaina proti židovským transportům, oficiální antisemitismus odmítl v řadě pastýřských listů i v knize L'Évangile et le Racisme. Spolu s Frederikem J. Forellem pomáhal válečným uprchlíkům v organizaci Cimade a podílel se na skrývání Židů v Le Chambon-sur-Lignon. Protestoval také proti deportacím francouzských dělníků do Říše.  
Byl vůdčím představitelem ekumenismu a řídil přípravný výbor Světové rady církví, byl pozorovatelem na Druhém vatikánském koncilu a navštívil komunitu Taizé. Stál u zrodu televizního pořadu Présence protestante. Byl členem Académie des sciences morales et politiques a v roce 1962 se stal prvním protestantským knězem přijatým do Francouzské akademie. Roku 1964 mu byl udělen Řád čestné legie. Boegnerův hrob se nachází na pařížském Hřbitově Montparnasse. V roce 1988 mu byl udělen titul Spravedlivý mezi národy.